# Умершие в ноябре 2007 года
Это список известных людей, соответствующих установленным критериям значимости (см. Википедия:Критерии значимости персоналий), умерших в ноябре 2007 года.
Причина смерти указывается лишь в исключительных случаях (убийство, самоубийство, гибель в результате военных действий, смертная казнь, ДТП или несчастные случаи). В остальных случаях — не указывается.

## Список
- 1 ноября — Тиббетс, Пол (92) — американский летчик, сбросивший атомную бомбу на Хиросиму.
- 2 ноября — Шамейн Драгун (29) — австралийская телеведущая и журналистка.
- 2 ноября — Игорь Моисеев (101) — великий русский танцовщик, балетмейстер, основатель Ансамбля Народного танца (1936) и хореографической Школы при нём (1943), Народный артист СССР, Герой Социалистического Труда, Лауреат Ленинской и Государственных премий[1].
- 2 ноября — Оресте Бенци (82) — итальянский католический священник, известный основанием «Pope John XXIII community».
- 2 ноября — Анатолий Субботин (87) — российский фотожурналист, краевед и топограф. Участник Великой Отечественной войны.
- 3 ноября — Александр Дедюшко (45) — российский актёр театра и кино; автокатастрофа[2].
- 4 ноября — Кваша, Николай Иосифович (78) — кораблестроитель, генеральный директор и генеральный конструктор центрального конструкторского бюро «Лазурит», доктор технических наук, профессор, Герой Российской Федерации (1993)[3].
- 4 ноября — Овчарек, Владимир Юрьевич (80) — российский скрипач, Народный артист России.
- 5 ноября — Казарян, Рафаэль Аветисович (83) — армянский академик.
- 6 ноября — Энцо Бьяджи (87) — итальянский журналист и писатель[4][5].
- 6 ноября — Юхан Пеэгель (88) — эстонский журналист, учёный-лингвист, писатель. Член-корреспондент АН Эстонской ССР.
- 7 ноября — Лидия Иванова (71) — телеведущая, журналистка, писательница[6].
- 8 ноября — Стефан Фумио Хамао (77) — японский куриальный кардинал.
- 9 ноября — Илья Збарский (94) — академик РАМН, профессор, сын знаменитого биохимика Бориса Збарского.
- 10 ноября — Норман Мейлер (84) — американский писатель[7].
- 12 ноября — Айра Левин (78) — американский прозаик, драматург, автор песен; среди его наиболее известных произведений — роман «Ребёнок Розмари» и пьеса «Ловушка»[8].
- 12 ноября — Александр Пономарчук (27) — российский классический гитарист, лауреат международных и всероссийских конкурсов, участник коллектива «Quattro-mandolino».
- 13 ноября — Курмангалиев, Эрик Салимович (47) — оперный певец.
- 14 ноября — Гуревич, Константин Маркович (101) — советский психолог, профессор.
- 15 ноября — Дулов, Александр Андреевич (76) — российский химик, доктор химических наук (1995), бард, композитор.
- 15 ноября — Соловьёв, Николай Николаевич — (76) советский и российский спортсмен, чемпион Олимпийских игр 1956 по классической борьбе в легчайшем весе.
- 16 ноября — Борисов, Юрий Олегович (51) — сценарист, эссеист, либреттист, писатель, автор радиопередач, оперный режиссёр, режиссёр документальных, музыкальных телефильмов и спектаклей.
- 16 ноября — Гранье-Дефер, Пьер (80) — французский кинорежиссёр.
- 17 ноября — Пахомов, Владимир Михайлович (65) — русский режиссёр, народный артист России.
- 17 ноября — Милов, Леонид Васильевич (78) — историк, академик РАН.
- 17 ноября — Угаров, Валерий Михайлович (66) — российский кинорежиссёр, художник-мультипликатор, Заслуженный деятель искусств России.
- 18 ноября — Фролов, Константин Васильевич (75) — академик АН СССР (затем РАН), специалист в области машиноведения и машиностроения.
- 19 ноября — Литвиненко, Олег (33) — казахстанский футболист, нападающий; самоубийство.
- 19 ноября — Андре Беттанкур (88) — французский журналист, политик.
- 20 ноября — Ян Смит (88) — премьер-министр британской колонии Южная Родезия (1964—1965), премьер Родезии (1965—1979)[9].
- 20 ноября — Бауэр, Владимир Анатольевич (63) — российский политик, футбольный функционер.
- 20 ноября — Сажич, Иосиф (90) — белорусский националист, коллаборационист, позднее — канадский общественный деятель.
- 21 ноября — Айвазян, Агаси Семёнович (82) — армянский кинорежиссёр и сценарист.
- 22 ноября — Морис Бежар (80) — французский танцовщик и хореограф, театральный и оперный режиссёр[10].
- 22 ноября — Владимир Казанцев (84) — советский легкоатлет, призёр Олимпийских игр.
- 23 ноября — Владимир Крючков (83) — генерал армии, председатель КГБ СССР в 1988—1991 годах.
- 23 ноября — Валерий Драгилев (34) — российский тележурналист[11].
- 26 ноября — Марит Аллен (66) — британская художница по костюмам и модная журналистка, лауреат премии BAFTA.
- 27 ноября — Наталья Дурова (73) — советская и российская дрессировщица, писательница, Народная артистка СССР, Народная артистка России, руководитель театра «Уголок дедушки Дурова»[12].
- 28 ноября — Мансур Абдулин (84) — фронтовик Великой Отечественной войны, сержант 66-й гв. стрелковой дивизии.